# مصطفى القرنة
مصطفى القرنة (1965 بيت لحم –) . كاتب وشاعر أردني ورئيس اتحاد الكتاب الأردنيين

## السيرة
ولد في قي قرية زعترة في مدينة بيت لحم واكمل دراسته الاولية والثانوية فيها ثم انتقل إلى مدينة عمان في الاردن وحصل على البكالوريوس في آداب اللغة العربية ثم عين مدرسا للغة العربية في عمان ثم اشتغل في وزارة الثقافة الاردنية. وعمل في التدريس والصحافة، عمل في التدريس والصحافة، وترأس تحرير مجلة الكاتب الأردني التي تصدر عن الاتحاد، رئيس تحرير مجلة أطفال العرب سابقاً، أاصبح رئيسا لاتحاد الكتاب والادباء الأردنيين لدورتين متتاليتين من 2010 حتى 2014
تعتبر «تجربة القرنة الروائية واحدة من التجارب الروائية المهمة في الوطن العربي، فقد نجح الروائي القرنة في تجاربه الروائية العديدة، فقد استطاع الخروج من دائرته المغلقة إلى دوائر أخرى، فسافر حرفه إلى خارج وطنه، بل من وطنه الصغير إلى وطنه العربي الكبير» حسب ناقده محمد رمضان الجبور.:9

## البعد الأسطوري في الرواية عند مصطفى القرنة
تطورت الرواية في الأردن وواكبت عالم الرواية وظهرت أسماء في الساحة الثقافية الأردنية مثل: جمال ناجي، سميحة خريس، هاشم غرايبة، مؤنس الرزاز، ليلى الاطرش، يحيى القيسي، مصطفى القرنة. حيث يعتبر الروائي القرنة من أنشط الكتاب والروائيين الأردنيين، فهو غزير الإنتاج ويكتب الرواية المتميزة في التراث القديم ويسقطها على الحاضر الماثل. وتعتبر «روايات القرنة روايات اقرب إلى الخيال منها إلى الواقع، ويتجلى الخيال بالأسلوب الفني الذي يضيفه على رواياته، يعشق المكان والتاريخ وأحداثه».
قطع مصطفى القرنة شوطا كبيرا بتكريس اسمه في عالم الرواية والإبداع الأدبي مما أثرى المكتبة الأردنية والعربية والعالمية، حيث ترجمت العديد من رواياته تإلى لغات كثيرة منها الأنجليزية والصينية والفرنسية.

## أعمال
وله عدة مؤلفات:
- 2008 – انتبه عند المرور (ديوان شعر) صدر عن أمانة عمان، 48 صفحة من القطع المتوسط وتعالج القصائد مجموعة من القيم المهمة مثل قيمة المرور والعناية بالاشجار، والامانة وغيرها، وتؤسس لثقافة مرورية وتدعو إلى احترام النظام.[6]
- 2009 – دولاب الجان (مجموعة قصصية)،
- 2010 – خيمة مشرعة للريح (رواية) عن دار المعتز للنشر، 377 صفحة.[7] وهي من أطول الأعمال الروائية للروائي القرنة.[4]:12
- 2011 –أم عنقود (مسرحية) بدعم من اتحاد الكتاب
- 2012 – الموت بطعم مالح (رواية) عن دار يافا وبدعم من وزارة الثقافة الأردنية، 208 صفحة من القطع المتوسط،
- 2012 – أنت قصيدتي (ديوان شعر) عن دار يافا.[8]
- 2013 – أنا والشمس وبكين (ديوان شعر) عن أمانة عمان الكبرى، 128 صفحة [9]
- 2014 – قمري ربما لم يأت بعد (ديوان شعر) بدعم من وزارة الثقافة الأردنية، 314 صفحة من القطع المتوسط[10]
- 2015 – شمتو (رواية)، بدعم أمانة عمان يدور الحديث عن المحتل والمستعمر الروماني، الذي جاء طامعا بخيرات (شمتو)[11] من رخام أصفر ليس له نظير، يزين به قصوره، وأغنام وثمار، وشعب (شمتو) يموت جوعا، ويموت قتال وقهرا على أيدي الرومان.[4]:14
- 2017 – الشيطان يخرج من أزمير (رواية)،[12] صادرة عن دار المعتز للنشر والتوزيع، 223 صفحة من القطع المتوسط.[4]:28
- 2017 – المدرج الروماني (رواية)، صادرة عن دار المعتز للنشر والتوزيع،[13] تتناول تاريخ مدينة فيلادلفيا القديمة وأهم معلم باق منها.[14] والتي تعبر عن أسلوب سلس رشيق تغلفه لغة ثرية جميلة وبلاغة قوية في كتابة الرواية فهي تعبر عن تمكنه من أدواته الفنية في كتابة رواياته وقصصه، خاصة عندما أطلق خياله الخصب لتصوير المكان والزمان والشخوص والحزارات وتوظيف الأفكار والتاريخ في بلورة أحداث هذه الرواية المتميزة، التي تعود أحداثها إلى ما قبل الميلاد بكثير.[5]
- 2018 – رواية بنسمايا (جني مدينة بابل)،[15] عن دار الإسراء للنشر والتوزيع وبدعم من وزارة الثقافة الأردنية. وتقع الرواية في 292 صفحة. قدم فيها الكاتب صورا من بابل القديمة حيث يقوم بطل الرواية وهو الشاعر فلاح، برواية جزء منها في حين يكمل بنسمايا وهو جنّي يرافق الشاعر الجزء الآخر من الرواية.[16]
- 2018 – دموع على حدود طنجة (رواية)[17] صادرة عن دار الإسراء للنشر والتوزيع، عمان،192 صفحة من القطع المتوسط. الحدث الرئيس في الرواية هو وباء الطاعون الذي أصاب هذه المدينة وغيرها من المدن المغربية صيف 1893، وأودى بحياة الكثيرين.[4]:20
- 2019 – رواية فئران لاغوس (رواية). رمزية الفأر للفقر والبطالة وسوء الحال، وفي كلام الكاتب عن الطمع والجشع الذي أصاب الإنسان الحديث وسيطرة فئة قليلة على غالبية المجتمع.[18]
- 2020 – عائلة من الروهينغا،[19]، الصادرة عن الإسراء للنشر والتوزيع، حقيقية وواقعية وظف فيها الراوي خبرته ومعلوماته التاريخية السياسية للكتابة عن الكارثة التي ذهب ضحيتها المسلمون في بلاد البوذيين الذين انقلبوا على الأقلية المسلمة، وارتكبوا بحقها أفظع وابشع الجرائم.[4][5]:22
- وأشرقت شمس الدعوة (مسرحية)[20] بدعم من اتحاد الكتاب الأردنيين
- البائع الصغير (مسرحية)
- أول ليلة ماطرة - مجموعة (قصص قصيرة)
- ليلة اكتمال الخوف (ديوان شعر)

## مؤلفات عن الكاتب
- 2018 – قراءات في عالم مصطفى القرنة الروائي، للناقد محمد رمضان الجبور صدرت عن دار ابن المعتز، والكتاب عبارة عن دراسة نقدية تناول فيها، مجموعة من روايات الكاتب مصطفى القرنة بالدراسة والتحليل، والكتاب يقع في 168 صفحة من القطع الكبير.[21]
- 2020 – البعد الأسطوري في الرواية عند مصطفى القرنة، لمؤلفه علي القيسي.[22][23]

## رواية خيمة مشرعة للريح
تقع رواية «خيمة مشرعة للريح»، وهي الرواية الأولى للشاعر مصطفى القرنة في نحو أربعمئة صفحة. صدرت الرواية عن دار المعتز، واستهلها الكاتب باهداء إلى الذين بنوا الحضارة واسسوها، ورسموا بوجودهم نواة العالم، وإلى تلك البذرة التي حققت الفعل الإنساني، واسهمت بوجوده.
تحاول الرواية ان تجيب على سؤال كيف يتحول العبد سيدا وهل هذا من حقه ويمكن القول انها توق العبد للحريه والسيادة والخلاص، وهل ان طموح هذا العبد يجب أن ينتهي نهاية سعيدة ام انه سينتهي بخسارة موجعة. ان شخصيات هذه الرواية هي شخصيات وهمية عاشت في الزمن العربي الأول، فهي تحاول أن ترصد ذلك الزمن بما كان يحمله من أفكار ورؤى تجاه الداخل والخارج وتجاه الأنا والآخر.
يقول الكاتب إنها رصد لذلك العربي الطامح بتغيير حياته، ولكنه لا يستطيع أن يغير فيها شيئا وكأنها قدر مكتوب عليه، فالفقير يبقى فقيرا والغني يبقى غنيا، اما تقنية السرد التي اعتمدها الكاتب فهي الطريقة التلفزيونية التي تغني القارئ بكل تفاصيل المشهد، متنقله بين عدد من الأماكن من الجزيرة العربية إلى الشام وبصرى ثم إلى غزة.
الكاتب لم يرسم صورة تلك الأماكن التي انبثقت عن المكان الرئيسي، وهو الجزيرة العربية ولعل قسوة المكان تبدو جلية في الكثير من مشاهد الرواية، فهذا العربي لا يستطيع البقاء ساكنا في مجتمعه، اذن لا بد من الغزو باتجاهات مختلفة ولا بد من التجارة مع عدد من المناطق الأخرى، وهي رحلات غالبا ما تنتهي نهايه مأساوية فهي حياة قائمة على الخوف والخطر حتى لا يقع المجتمع فريسة للاخرين، انها حياة الترقب والحذر حياة الصراع من أجل البقاء لا بقاء فيها للضعيف، ايا كان مكانه وما هذه الرواية الا تأكيد على جملة من المفاهيم التي صاغها العربي في حياته القديمة القاسية، الحرب والسلام والكرم والشجاعة والاقدام.
روايه تعتمد الحب النقي كمحور أساسي من محاورها التي ترتكز عليها، هذا الحب الذي ينتهي نهاية سعيدة في آخر الرواية رغم ما يعتريه من صعوبات ومواقف، ولا شك ان هذه الرواية تعيدنا إلى ذلك الزمن البعيد الذي كان العربي فيه سيد نفسه، رغم ما شابه من سلبيات كثيرة لكنها تبقى جزء من هذه الذاكرة العربية التي يجب أن تظل حية.
والقرنة صدر له غير ديوان شعري ويشغل حالياً، رئيس اتحاد الكتاب الأردنيين.